# Битва при Метаврі
Би́тва при Мета́врі — ключова битва між римлянами і карфагенцями, що відбулася 23 червня 207 року до н. е. біля річки Метауро в Північній Італії в ході Другої Пунічної війни.
Перемога очоленої Гаєм Клавдієм Нероном, Марком Лівієм Салінатором і Луцієм Порцієм Ліцином римської армії карфагенських сил під проводом Ганнібалового брата Гасдрубала Барки означала втрату надії Ганнібала на допомогу іспанського війська у війні з Римом. Консули Гай Лівій і Клавдій Нерон завдали Гасдрубалу досконалої поразки, що сам карфагенський полководець поліг у цій битві.

## Передумови
Втративши підтримку південних міст Італії з падінням Капуї у 211 році до н. е., Ганнібал опинився у досить скрутному становищі. Зрозумівши, що не варто чекати допомоги від Карфагена, Ганнібал просить свого брата Гасдрубала Барку провести іспанські війська через Альпи йому на підмогу. Ганнібал вірив, що об'єднані його й іспанська армії Гасдрубала зможуть успішно атакувати Рим й здобути перемогу у Другій Пунічній війні:
|  | Якби війська Гасдрубала безперешкодно з'єдналися з армією, якою керував неперевершений Ганнібал, то міг би статися вирішальний перелом у війні, оскільки сам Рим знаходився на межі виснаження. |

Коли армію римлян очолив Публій Корнелій Сципіон, військо Гасдрубала в Іспанії почали спіткати поразки. Незважаючи на програш карфагенських військ в Іберії, Гасдрубал з 10,000 воїнами зміг прорватися до Італії. Спроба Сципіона затримати молодшого Барку не вдалася, і Гасдрубал за 2 місяці перебрався через північно-західну частину Піренеїв та Альпійські гори на допомогу брату.
Гасдрубал Барка швидко поновив армію завдяки найманому війську, що складалося з кельтіберів, і вже взимку 208 р. до н. е. пробрався в Галлію. Перехід через галльскі землі відбувся без перешкод, оскільки за одинадцятиріччя від початку війни галли вспіли почати боятися й поважати карфагенян. Більш того, войовничі галли та альпійські жителі навіть поповнили ряди армії Гасдрубала. Боєздатних карфагенців доповнив також десяток добре навчених і тренованих бойових слонів.
Дочекавшись весни 207 року до н. е., Гасдрубал на чолі поновленого війська вирушив у похід через Альпійські гори до Північної Італії, аби там з'єднатися з Ганнібалом. Римляни понад усе боялися з'єднання братів Барків, колонії та союзники Рима ледве витримували воєнну напругу. Новообраний консул Клавдій Нерон з 40,000 військом переслідував Ганнібала у Бруттії, тоді як його колега Марк Лівій був відправлений назустріч Гасдрубалу.

## Початок битви
Гасдрубал, знаходячись за 200 миль від Ганнібала, надіслав брату листа шістьма гінцями — двома нумідійцями і чотирама галлами. В результаті гінці, що змушені були долати широку смугу ворожої території, на шляху до Апулії біля Тарента потрапили в руки Клавдія Нерона, що очолював південну армію римлян. У листі були зазначені важливі деталі: молодший Барка повідомляв кількість військ, їхнє місцезнаходження та план походу. Оскільки послання не було написане зашифрованим кодом, з листа римський командувач дізнався маршрут, яким планував йти Гасдрубал:
|  | Гасдрубал мав намір йти по Фламінієвій дорозі, тому буде спочатку рухатися берегом моря, а потім, перейшовши через Апенніни біля Фана, піде на Нарнію, де сподівається з'єднатися з Ганнібалом. |

Клавдій Нерон не міг допустити об'єднання армій двох братів, тому поспішив на зустріч з північною армією, аби змусити Гасдрубала прийняти бій. Вже за 7 днів бійці Нерона майже безперервно пройшли шлях в 400 км та добралися до табору Салінатора, що розміщувався всього в п'ятистах кроках від місця розташування Гасдрубала.
Вночі Нерон поводився дуже обережно і розмістив своїх людей в палатках табору Салінатора, щоб не привертати увагу до збільшення проримських сил. А вже зранку розвідка Гасдрубала помітила, що в таборі консула пролунали відразу дві труби, що вказувало на наявність другого консула з його армією. Головнокомандуючий Карфагена зрозумів, що сили супротивника значно більші, тому наказав воїнам не вступати в бій.
Гасдрубал вирішив відступати зі своєї позиції. Відступ можна пояснити занепадом духу воєначальника, оскільки присутність Клавдія Нерона в таборі біля міста Сени Галльскої (сучасна Сенігаллія) разом з Марком Лівієм і Порцієм Ліцином більш за все означала те, що армія Ганнібала зазнала поразки, а сам його брат міг бути вбитий у бою (насправді ж Ганнібал не вступав у конфронтацію з римлянами, чекаючи на військову допомогу брата). Отже, думаючи, що він залишився один проти переважаючих сил Риму, Гасдрубал відступив до річки Метавр. Переправлення через річку виявилося складним, Барка збився зі шляху в незнайомій йому місцевості і втратив день, за який його встигла наздогнати римська кіннота, що добре знала тамтешню місцевість. Кіннота затримала армію Гасдрубала на Метаврі до прибуття римської піхоти, і тепер він вже не міг уникнути бою.
|  | Гасдрубал, зовсім не бажаючи битися, але поспішаючи з'єднатися з братом, ухилявся від бою. І вночі... він рухався по болотах поблизу річки, яку складно було перейти, поки з настанням дня римляни не захопили воїнів Гасдрубала, що знаходилися в безладді і були втомлені від безсоння і зусиль... |

### Сили обох армій
Армія римлян налічувала 37-40 тисяч воїнів. Відомо, що напередодні битви Сципіон відправив 11,000 воїнів у якості підкріплення з Іспанії морем для боротьби з карфагенським полководцем. У 207 р. в Італію для битви при Метаврі був направлений варварський загін з 9000 воїнів у складі іспанців, нумідійців та галлів[12].
Клавдій Нерон залишає заслін проти Ганнібала в Апулії, а сам з 7000 кращих воїнів (6 тисяч легіонерів і 1 тисяча кінноти) вирушає до річки Метавр для з'єднання з армією Марка Лівія — командувача північної римської армії — та Салінатора. Таким чином, проти армії Гасдрубала Барки виступили об'єднані війська двох консулів Рима.
Армія Карфагена складалася з 30 тисяч воїнів і 10 бойових слонів. Давньоримський історик Аппіан Александрійський розповідає, що Гасдрубал вторгся до Тірренії, ведучи з собою 48 000 піхотинців, 8000 вершників і 15 слонів. Багато боєздатних чоловіків загинуло у битві під Бекулою, проте Гасдрубал сробував компенсувати втрати найнятими кельтиберійцями та галльськими загонами. Рухаючись в бік Метаври по темряві, на ранок армія виявилася розділеною та в повному розладі.
Римська армія переважала карфагенську чисельно, бойове мистецтво римлян перевершувало сили супротивника.

## Хід битви
Клавдій Нерон скористався розгубленим станом Гасдрубала та його війська і, всупереч думці командування, наполягав на початку негайної атаки армії Карфагена:
|  | Більшість учасників ради схилялися до того, щоб відкласти битву, поки люди Клавдія відпочинуть і ближче познайомляться з неприятелем. Але Гай Клавдій не просто переконував — він благав не губити зволіканням його задум, вся суть якого в стрімкості. |

Гасдрубал якнайкраще підготував своїх людей, і дві сили зустрілися 22 червня 207 року до н. е. поблизу річки Метавр.
Армія Гасдрубала вишикувалася за національною ознакою: слабкі та ненадійні союзні галли, що розміщувалися на пагорбі ліворуч, захищеному нерівною місцевістю так, що високі пагорби заважали воювати обом сторонам; в центрі вузьким фронтом перебували найбільш ненадійні кельтіберійці й лігурійці разом з десятьма слонами, а найбільш надійне, іспанське, військо знаходилося на правому крилі. Тіт Лівій описує іспанську кінноту так:
|  | На правому — іспанців. Іспанці були його ветеранами, головною його опорою, і він очолив праве крило сам. |

Полібій же вказує, що Гасдрубал зайняв місце в центрі бойової лінії, позаду слонів, «заздалегідь вирішивши або перемогти в майбутній битві, або впасти мертвим». За іншими даними, бойовими слонами Гасдрубал вирішив командувати особисто. В загальній складності, військова позиція карфагенян була назручною та занадто розтягнутою.
У римській армії центральну атаку здійснювали важкі піхотинці Салінатора, найкраще навченим іберо-африканським частинам протистояли загони легкої піхоти претора Порція (13 тисяч воїнів), тоді як проти галлів виступили відбірні війська Гая Клавдія Нерона з кіннотою. В день битви, відповідно до встановленої послідовності двох консулів, головнокомануючим був Марк Лівій Салінатор.
За 11 років Ганнібалової війни римляни чудово вивчили бойових слонів супротивників, а також те, що при пораненні вони перетворюються на тягар для самих карфагенян. Римляни під проводом Салінатора напали на слонів зі списами, і ті вийшли з-під контролю, почавши топтати своїх і сіяти серед них хаос. Карфагенянам довелося добити бойових слонів, що не були взяті римлянами в полон:
|  | У кожного погонича було при собі теслярське долото і молоток, і, коли слон починав скаженіти і кидатися на своїх, ватажок приставляв долото між вух —— там, де голова з'єднується з шиєю, —— і забивав якомога глибше. Не було засобу більш швидкого умертвити тварину таких велетенських розмірів, якщо воно безнадійно виходило з підпорядкування. |

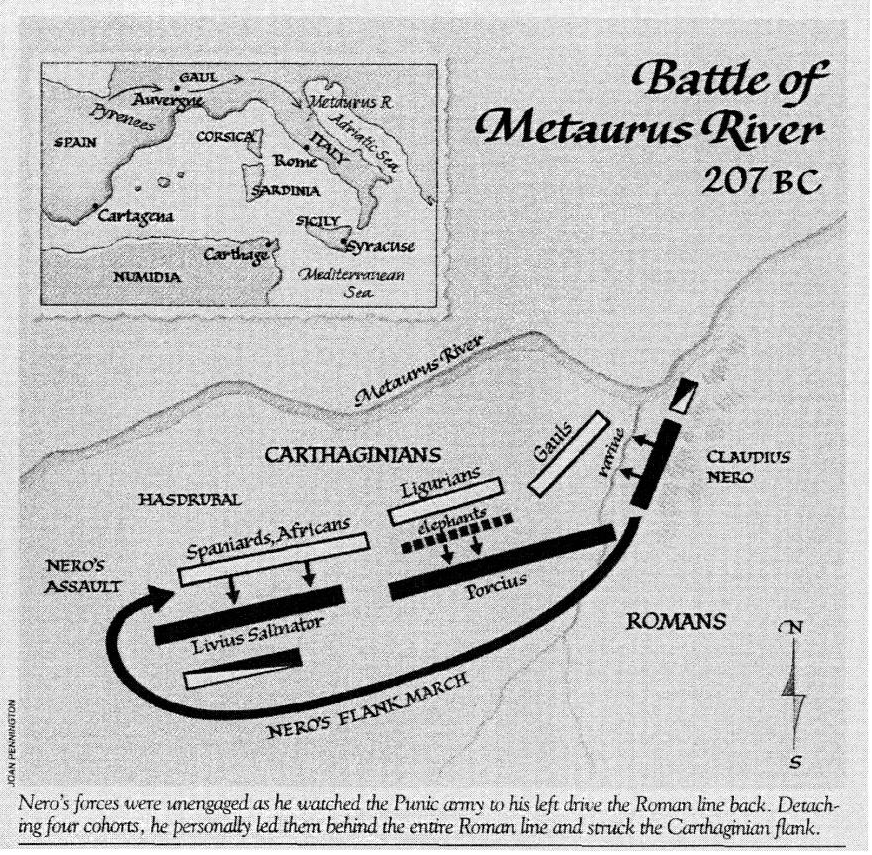
Нарис бойових дій битви при Метаврі 207 р. до н. е.. Левін, 2002

Справи Салінатора та Порція йшли чудово, тоді як Нерону не вдавалося вивести галлів з пагорба. Тоді Клавдій Нерон вчасно зрозумів, що потрібно перекинути свій гарнізон від галлів до інших римських ліній проти правого крила карфагенян — кінноти. Проти галлів він залишив нечисленну кавалерію. Таким чином генерал Нерон, використавши тактику Александра Македонського[18], що полягала в атаці кавалерії з флангів противника, наступив на Ганнібала з тилу. Римська армія прорвала лінію оборони, почавши тіснити іберів спереду і ззаду. Війська Гасдрубала почали зазнавати нищівного розгрому. Ібери, лівійці та лігури були оточені, більшість галлів почала розбігатися.
Армія Гасдрубала кинулася відступати вздовж Метаври, проте воїни були потоплені чи зарізані римлянами. Битва швидко перетворилася на різанину. Теодор Моммзен у «Історії Риму» описує бойові дії на користь римлян так: «Насилу здобута і дуже кровопролитна повна перемога».
У битві при Метаврі поліг і сам Гасдрубал Барка. Розуміючи неминучість поразки і ймовірну гибель свого брата в Апулії, який не дочекався підмоги, Гасдрубал з мечем на коні відчайдушно ринув у середину римської лінії, де знайшов почесну смерть воїна. Так помер «гідний син великого Гамількара і брат великого Ганнібала».

## Підсумки й наслідки битви
- Карфагенський табір римляни взяли штурмом. За Полібієм, було вбито 10 000 карфагенян, включно з кельтами, а 5400 захоплено в полон[20] Тіт Лівій називає інші цифри — 56 000 загиблих і 4000 полонених[21].
- Римлянам перепала величезна здобич: слони, маса золота і срібла. Тепер 4-х слонів[15] римляни могли використати у веденні боїв з карфагенянами. Було відбито більше 4000 полонених римських громадян у ворога[21].
- Римляни також зазнали людських втрат, зокрема Полібій говорить про 2000 вбитих римлян[20], Тіт Лівій — про 8000 вбитих римлян та союзників. Також Лівій згадує про великі матеріальні втрати, понесені Римською республікою[21].
- Тіт Лівій називає Битву при Метаврі в повному сенсі «розплатою за Канни», протягом війни жоден бій не приносив карфагенянам стільки втрат[21]. Аппіан Александрійський поділяє думку Лівія: «Мені здається, що бог винагородив римлян за поразку при Каннах цією перемогою…»[3].
- Гай Клавдій Нерон вирішив повернувся в Апулію на іншу ніч після битви. Прибувши на шостий день у свій табір[21], він остаточно деморалізував Ганнібала: Нерон кинув у карфагенський стан закривавлену голову Гасдрубала Барки[19]. Ганнібал втратив останню надію на отримання військової допомоги і, зломлений смертю брата, покинув Апулію, Луканію і Метапонт, відступив з армією у Бруттій, гавані якого залишилися його єдиним притулком.

Так Квінт Горацій Флакк у своїх «Творах» описує гибель Гасдрубала через монолог Ганнібала Барки:
|  | Не слать отныне мне карфагенянам Посланцев пышных: рушатся, рушатся Надежды! Гибель Гасдрубала Нам предвещает позор великий. Увы, всесильны воины Клавдиев! Им сам Юпитер грозный сопутствует: Решенья, принятые мудро, Оберегают их в трудных войнах. |

- Програш Карфагена при Метаврі знаменував остаточну втрату союзницької допомоги Ганнібалу для ведення війни в Італії, де геніальний полководець тримався ще 5 років лише завдяки своєму військовому генію.
- Остаточно завершилося правління карфагенян в їхніх володіннях в Іспанії з центром у Новому Карфагені. Рим продовжував контролювати Іспанію протягом наступних 600 років[2]
- Битва при Метаврі стала доленосною в ході виснажливої «Ганнібалової війни»[8] і дала зрозуміти, що перемога у Другій Пунічній війні буде за римлянами.
- Ця битва стала першою великою довгожданою перемогою Риму за 11 років ведення невдалої для них війни з Ганнібалом, оскільки в попередніх битвах ворог не був розгромлений і встигав відступити з поля бою. Місто святкувало цю подію великим торжеством протягом трьох днів. В подяку Марк Лівій Салінатор був удостоєний тріумфу, а Клавдій Нерон заїхав до міста верхи[8].

### Статті
- Альберт Шамилевич Гарипов. ГЕНЕЗИС БЕНЧМАРКИНГА ВО ВРЕМЕННОМ КОНТИНУУМЕ :  [рос.] // Казанский (Приволжский) федеральный университет. — 2007. — № 4. — С. 70-74.
- J. J. Van Nostrand. The Reaction of Spain upon Rome :  [англ.] // The Johns Hopkins University Press. — 1918. — Vol. 12, № 1. — С. 3-5. — JSTOR 4387686.